# Guaranty Trust Company of New York
Guaranty Trust Company of New York — американский банк, слившийся в 1959 году с «J.P. Morgan & Co.».
Основан в 1864 году как «Established New York Guaranty and Indemnity Company».
На компанию имел большое влияние Дж. П. Морган, он инвестировал в неё крупные суммы, а впоследствии, в 1959 году, компания перешла под контроль дома Морганов, став частью «Morgan Guaranty Trust Company».

## В разные годы в состав руководства компании входили
- Джордж Фишер Бэйкер en:George Fisher Baker
- Огастас Джульярд
- Уильям Гарриман
- Гарольд Стэнли en:Harold Stanley
- Макс Мэй [2]
- Уолкер Хинес[3] en:Walker Hines
- Уильям Поттер[4] en:William Chapman Potter